# Nazionale maschile di pallanuoto dell'Islanda
La nazionale di pallanuoto maschile dell'Islanda è la rappresentativa pallanuotistica dell'Islanda in campo maschile nelle competizioni internazionali.

## Storia
Nazionale di ultima fascia, non ha mai partecipato ai Mondiali ed alle fasi finali dei Campionati Europei.
L'unico risultato di prestigio è la sola partecipazione ai Giochi olimpici del 1936, dove è stata eliminata al primo turno.

## Risultati

### Olimpiadi
- 1936 15°

## Formazioni
Giochi olimpici - Berlino 1936J. Guðmundsson · Þ. Guðmundsson · Halldórsson · Hjálmarsson · J. Jónsson · S. Jónsson · Pálsson · Þórðarson · Einarsson · Sigurjónsson · Snæland, CT: -